# Siphonogorgia chalmersi
Siphonogorgia chalmersi is een zachte koraalsoort uit de familie Nidaliidae. De koraalsoort komt uit het geslacht Siphonogorgia. Siphonogorgia chalmersi werd in 1966 voor het eerst wetenschappelijk beschreven door Verseveldt. 